# Kloster Chassagne
Das Kloster Chassagne (Cassiana) ist eine ehemalige Zisterziensermönchsabtei in Frankreich. Sie liegt in der Gemeinde Crans im Département Ain der Region Auvergne-Rhône-Alpes, rund 29 km südlich von Bourg-en-Bresse am Bach Toison.

## Geschichte
Das „Mas de Chassagne“ wurde  im Jahr 1145 dem Kloster Saint-Sulpice von Étienne, dem Herrn von Villars, überlassen, das dort zunächst eine Grangie errichtete, die 1162 zur Abtei erhoben und von der Familie von Villars ausgestattet wurde. Das Kloster besaß selbst eine Grangie in Martinaz und den Hafen Port-de-Loyes am Fluss Ain. Während der Französischen Revolution wurde das Kloster 1791 aufgelöst.

## Bauten
Erhalten sind die Klostermühle und der Gästetrakt aus dem 18. Jahrhundert. Von der St.-Katherinen-Kapelle aus dem 14. Jahrhundert sind noch Reste vorhanden. In Trockenperioden sind auf dem nahegelegenen Friedhof die Fundamente der Abteikirche mit quadratischem Chor zu erkennen.